# スヴェン・アーンショー
スヴェン・アーンショー(Sven Ahnsjö, 1916年6月11日 - 1992年)は、スウェーデンの医師。 
カールスハムンの生まれ。1958年から1972年まで、カロリンスカ研究所の児童精神医学講座の初代教授を務める。1935年に画家のドリス・リンドストレームと結婚し、二児をもうけた。そのうちの一人、クレス＝ホーカンはオペラ歌手になった。